# Fred Marinelli

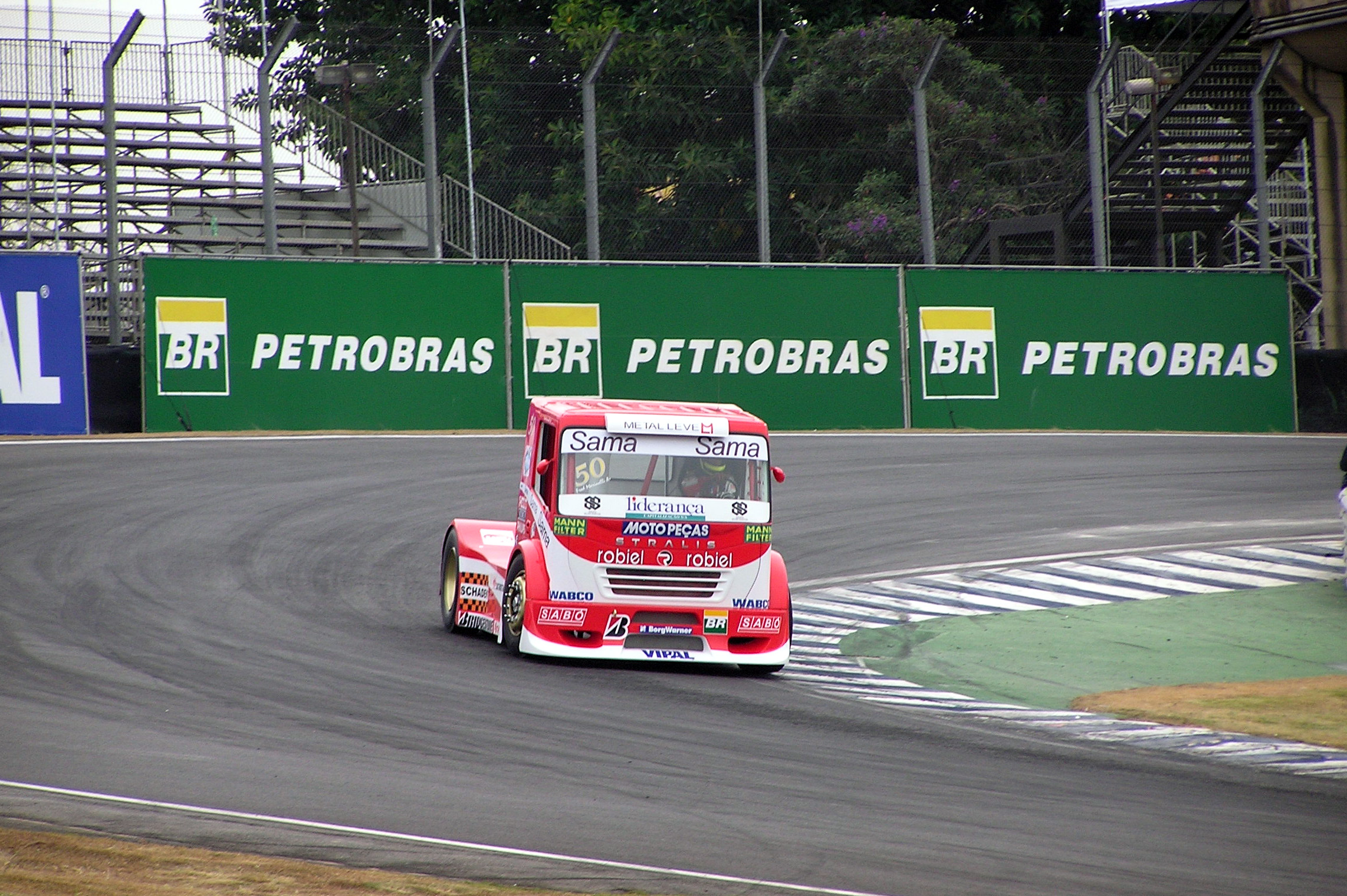
Fred com seu Iveco, em 2006

Fred Marinelli (São Paulo ) é um piloto brasileiro de automobilismo, que compete na categoria caminhões, na Fórmula Truck, 

## Trajetória esportiva

### Fórmula Truck
Fred Marinelli é um dos pioneiros da categoria, tendo ingressado em 1999. Marinelli alcançou uma vitória na categoria.

### Acidente em Cascavel
Em 2012, Fred Marinelli sofreu um acidente no Autódromo de Cascavel, ao envolver-se em um incidente com o também paulista Renato Martins. O toque entre eles fez com que as rodas esquerdas de seu caminhão levantassem do asfalto. Precisou fazer uma cirurgia e ficou afastado das pistas por um tempo.